# Alessandro Tremignon
Alessandro Tremignón (o Tremignàn, Tremiglióne; 1635–1711) fue un arquitecto italiano de Padua.

## Biografía
Tremignon estuvo activo en Venecia. Estuvo influido por Baltasar Longhena. Tremignon adaptó el estilo estructural barroco de Longhena a un típicamente estilo barroco tardío con efectos pictóricos, ejemplificado por la fachada de la Iglesia de San Moisés.
Su trabajo más famoso es la fachada del San Moisè con su exuberantes decoraciones escultóricas. El nombre de la iglesia de San Moisè (San Moisés) honra a la figura de Moisés como santo a la manera bizantina. También honra a Moisè Venier, quién pagó para restauración de la iglesia en el siglo X. La fachada estuvo diseñada por Tremignon y mayoritariamente esculpida por Heinrich Meyring (Arrigo Meréngo), uno de los alumnos de Gian Lorenzo Bernini. Presenta tallas de camellos grutescas por encima de la entrada principal. El retablo principal, también el trabajo de Tremignon y Meyring, que representa Monte Sinaí con Moisés que recibe las Tablillas. El Palazzo Flangini Fini es atribuido a Tremignon y fue construido alrededor 1688. Tremignon construyó la entrada al Arsenal veneciano al este de la Plaza de San Marcos entre 1692 y 1694. Alrededor de 1700, Tremignon y Andrea Cominelli fueron los arquitectos del Palazzo Labia. Tremignon también diseñó el altar alto de la Catedral de Santa Maria Assunta (Chioggia).